# 강국철 (1999년생 축구 선수)
강국철(1999년 9월 29일 ~ )은 북한의 축구 선수로 포지션은 수비수이며 현재 리명수체육단 소속이다.

## 국가대표팀 경력
북한 U-20 대표팀의 일원으로 2018년 AFC U-19 챔피언십 본선 3경기에서 2골을 기록하며 활약했지만 팀은 1승 2패·B조 3위에 머무르며 8강 진출에 실패했다.
이후 북한 U-23 대표팀 소속으로 2018년 아시안 게임에 참가하여 팀의 5회 연속 아시안 게임 8강 진출에 기여했으나 8강에서 아랍에미리트와 승부차기까지 가는 접전 끝에 3-5로 패하며 2회 연속 4강 진출이 좌절되었다.
그리고 북한 A대표팀의 일원으로 2019년 AFC 아시안컵 본선에 출전했으나 팀은 E조 조별리그에서 3전 전패·조 최하위에 그치며 3회 연속 조별리그 탈락의 수모를 당했다.
그 뒤 U-23 대표팀의 일원으로 2022년 아시안 게임에도 출전하여 북한의 6회 연속 아시안 게임 8강 진출에 일조했으나 8강에서 일본에 1-2로 석패하며 9년만의 아시안 게임 4강 진출의 문턱에서 좌절을 맛보았다.

## 대회 기록
- 아시안 게임 : 8강 (2018, 2022)